# MFF Bordtennis
MFF Bordtennis bildades 1975 och var Malmö FF:s bordtennissektion. Klubben vann totalt sju svenska lagmästerskap, alla på herrsidan, vilket skedde under säsongerna 1988/1989, 1989/1990, 1990/1991, 1993/1994, 1996/1997, 1997/1998 och 2003/2004. Säsongen 2004/2005 tog man SM-silver. Bland andra Jörgen Persson och Thomas von Scheele har representerat klubben.
Den 3 juli 2006 lämnade MFF Bordtennis in en konkursansökan, och hela bordtennissektionen lades ner. Försök att behålla ungdomsverksamheten gjordes.